# Tomáš Müller
Tomáš Müller (* 28. dubna 1966) je český politik, od října 2021 poslanec Poslanecké sněmovny PČR. Vzděláním je elektroinženýr. V letech 2016 až 2024 byl zastupitelem Olomouckého kraje, v letech 2003 až 2022 byl také starostou obce Nová Hradečná na Olomoucku. Je členem hnutí STAN.

## Život
Působí ve statutárních orgánech obecně prospěšné společnosti MAS Uničovsko (2006–2009 člen dozorčí rady, 2009–2011 předseda dozorčí rady, od 2011 předseda správní rady). Uvádí se též jako elektroinženýr a fotbalista.
Tomáš Müller žije v obci Nová Hradečná na Olomoucku.

## Politické působení
V komunálních volbách v roce 2002 byl jako nezávislý zvolen zastupitelem obce Nová Hradečná, a to z pozice lídra subjektu „Sdružení nezávislých kandidátů obce Nová Hradečná“. Nejprve působil jako místostarosta obce, od srpna 2003 se stal starostou obce. Mandát zastupitele a starosty obce pak obhájil ve volbách v letech 2006 (nezávislý, lídr subjektu „Sdružení nezávislých kandidátů - Nová Hradečná“), 2010 (nestraník za STAN, lídr kandidátky), 2014 (člen hnutí STAN, lídr kandidátky) a 2018 (člen hnutí STAN, lídr kandidátky). Dne 1. ledna 2022 však na funkci starosty Nové Hradečné rezignoval. Novou starostkou obce se stala bývalá místostarostka Marta Nováková. Müller poté v zastupitelstvu působil jako neuvolněný místostarosta. V komunálních volbách v roce 2022 kandidoval do zastupitelstva Nové Hradečné z 6. místa kandidátky subjektu „SDRUŽENÍ NEZÁVISLÝCH KANDIDÁTŮ A HNUTÍ STAROSTOVÉ A NEZÁVISLÍ“. Mandát zastupitele obce se mu však nepodařilo obhájit.
V krajských volbách v roce 2012 kandidoval jako člen hnutí STAN za subjekt „TOP 09 a Starostové pro Olomoucký kraj“ do Zastupitelstva Olomouckého kraje, ale neuspěl. Zvolen byl až ve volbách v roce 2016 jako člen hnutí STAN za subjekt „Starostové ProOlomoucký kraj“ (tj. hnutí STAN a hnutí ProOlomouc). Mandát krajského zastupitele obhájil ve volbách v roce 2020 jako člen hnutí STAN za subjekt „PIRÁTI a STAROSTOVÉ“. Ve volbách v roce 2024 již nekandidoval.
Ve volbách do Poslanecké sněmovny PČR v roce 2013 kandidoval jako člen hnutí STAN na kandidátce TOP 09 v Olomouckém kraji, ale neuspěl. Zvolen nebyl ani ve volbách v roce 2017 na samostatné kandidátce hnutí STAN. Ve volbách do Poslanecké sněmovny PČR v roce 2021 byl z pozice člena hnutí STAN lídrem kandidátky koalice Piráti a Starostové v Olomouckém kraji a byl zvolen poslancem.
Ve volbách do Poslanecké sněmovny PČR v roce 2025 kandiduje na 2. místě kandidátky hnutí STAN v Olomouckém kraji.